# صباح الفتلاوي
صباح الفتلاوي قائد عسكري عراقي. شغل منصب القائد العام لقيادة القوات الخاصة في سامراء.

## حياته المهنية
كان اللواء صباح آنذاك عام 2010، قائداً لشرطة محافظة ذي قار.
وفي أكتوبر 2012 ، أعلنت وزارة الداخلية العراقية عن خطط لنقل الفتلاوي إلى قيادة القوات الخاصة في سامراء. في 26 نوفمبر 2012، تولى الفتلاوي قيادة قيادة القوات الخاصة في سامراء نيابةً عن الفريق رشيد فليح الذي نُقل الى بغداد.

### هجوم شمال العراق عام 2014
اعتبارًا من يونيو 2014، كان الفتلاوي لا يزال يشغل منصب القائد الرئيسي لقيادة القوات الخاصة في سامراء وشارك في توجيه القوات الحكومية العراقية خلال هجوم شمال العراق عام 2014. صدت القوات الخاصة العراقية تحت قيادته، مدعومة بضربات جوية، هجوم داعش على سامراء ، مما دفع قوات داعش إلى تجاوز المدينة في اتجاه بغداد.

## حياته الشخصية
أعلن الفتلاوي في 7 أبريل 2014 عن نيته لمقاضاة نائب من كتلة الأحرار الصدرية بتهمة التحريض والتشهير. حيث إن النائب قد اتهم الفتلاوي بأنه بعثي.
والفتلاوي هو شقيق النائبة حنان سعيد محسن الفتلاوي التي تعتبر مؤسسة وزعيمة حركة إرادة. توفي بتاريخ 11 مايو عام 2018.